# Puigcarbó (Muntanyola)
Puigcarbó és una masia de Muntanyola (Osona) inclosa a l'Inventari del Patrimoni Arquitectònic de Catalunya.

## Descripció
Masia de planta rectangular amb el carener perpendicular la façana del qual és orientada a migdia i presenta un portal adovellat. A la part dreta i formant angle recte amb el cos de la casa hi ha un cos de porxos els quals es troben bastant malmesos, ja que s'han tancat amb materials moderns i han destruït l'antiga fesomia. Al davant hi ha un portal que tanca la petita lliça. A tramuntana en l’àmbit del primer pis hi ha una eixida on es troba la cisterna. En aquesta mateixa part s'hi eleva un cos afegit, construït més tard que la masia.

## Història
Antic mas que trobem esmentat al fogatge de 1553 de la parròquia i terme de Muntanyola.
Fou reformat per Josep Puigcarbó a principis del segle xviii (1706), tal com està escrit a la sortida de tramuntana. Avui s'habita en períodes de vacances.